# Coventry City Football Club
O Coventry City Football Club é um clube de futebol inglês situado em Coventry. Atualmente disputa a EFL Championship, correspondente à segunda divisão nacional.

## História
Foi fundado em 1883, como "Singers F.C." Chamado pela torcida de "Sky Blues", em decorrência da cor do uniforme, o Coventry nem sempre utilizou o azul em seus fardamentos. Na década de 1980, usou o preto e o vermelho no uniforme. A primeira vez que o azul-celeste foi utilizado foi em 1898.
Na temporada 2008–09, o Coventry usou um fardamento azul e branco. Em comemoração aos 125 anos do clube, chegou a utilizar um short marrom durante a partida contra o Watford. Na temporada 2009–10, o já célebre uniforme azul-celeste voltou a ser utilizado.
Entre 2005 e 2013, o clube mandou suas partidas na Ricoh Arena (atualmente chamado Coventry Building Society Arena por questões de patrocínio), estádio com capacidade de 32.609 lugares, e que sucedeu ao Highfield Road, "casa" do Coventry por 106 anos (1899 a 2005). Na temporada 2013–14, usou o Sixfields Stadium, pertencente ao Northampton Town, e que possui capacidade para receber 7.653 torcedores. O Coventry voltaria a mandar as partidas na Ricoh Arena em agosto de 2014.
Em junho de 2019, passou a mandar seus jogos no St Andrew's Stadium, pertencente ao Birmingham City.

## Elenco atual
Atualizado em 30 de agosto de 2024.
Legenda
- : Capitão
- : Jogador suspenso
- : Jogador lesionado

## Treinadores
| - William Stanley (1883–1885) - Harry Hathaway (1885–1887) - J.G. Morgan (1887–1892) - Teddy Kirk (1893) - George Maley (1893) - Joe Collins (1893–1895) - Tom Cashmore (1895–1900) - Ben Newhall (1900–1902) - Michael O'Shea (1902–1905) - Joe Beaman (1905–1908) - Walter Harris (1908–1909) - Harry Buckle (1909–1910) - Robert Wallace e comissão técnica (1910–1913) - Frank Scott-Walford e comissão técnica (1913–1915) H. Howard e comissão técnica (interino; 1915–1917) - William Clayton (1917–1919) - Harry Pollitt (1919–1920) - Albert Evans (1920–1924) Harry Harbourne (interino; 1924–1925) - James Kerr (1925–1928) Vago (Março de 1928 – Junho de 1928) - Jimmy McIntyre (1928–1931) Bill Slade (interino; 1931) - Harry Storer (1931–1945) - Dick Bayliss (1945–1947) Vago (Abril de 1947 – Junho de 1947) - Billy Frith (1947–1948) - Harry Storer (1948–1953) Vago (Novembro de 1953 – Janeiro de 1954) - Jack Fairbrother (1954) Charlie Elliott (interino; 1954–1955) - Jesse Carver (1955) - George Raynor (1956) - Harry Warren (1956–1957) - Billy Frith (1957–1961) - Jimmy Hill (1961–1967) | - Noel Cantwell (1967–1972) Bob Dennison (interino; 1972) - Joe Mercer (1972–1974) - Gordon Milne (1974–1981) - Dave Sexton (1981–1983) - Bobby Gould (1983–1984) - Don Mackay (1984–1986) - John Sillett * e George Curtis ** (1986–1987) Nota * Treinador interino, ** Diretor-geral - John Sillett (1987–1990) - Terry Butcher (1990–1992) Don Howe (interino; 1992) - Bobby Gould (1992–1993) - Phil Neal (1993–1995) - Ron Atkinson (1995–1996) - Gordon Strachan (1996–2001) - Roland Nilsson (2001–2002) Steve Ogrizovic e Trevor Peake (interinos; 2002) - Gary McAllister (2002–2003) - Eric Black (2003–2004) Steve Ogrizovic (interino; (2004) - Peter Reid (2004–2005) Adrian Heath (interino; (2005) - Micky Adams (2005–2007) Adrian Heath (interino; 2007) - Iain Dowie (2007–2008) Frankie Bunn e John Harbin (interinos; 2008) - Chris Coleman (2008–2010) Steve Harrison (interino; 2010) - Adrian Boothroyd (2010–2011) Steve Harrison & Andy Thorn (caretakers) (2011) - Andy Thorn (2011–2012) Richard Shaw e Lee Carsley (interinos; 2012) - Mark Robins (2012–2013) Lee Carsley (interino; 2013) - Steven Pressley (2013–2015) Neil MacFarlane e Dave Hockaday (interinos; 2015) - Tony Mowbray (2015–2016) Mark Venus (interino; 2016) - Russell Slade (2016–2017) - Mark Robins (2017–2024) Rhys Carr (interino; 2024) - Frank Lampard (2024–) |

## Títulos
- FA Cup: 1

1986–87
- Football League Championship: 1

1966–67
- Football League One: 2

1963–64, 2019–20
- EFL Trophy

2016–17